# Démographie du Burundi
Cet article contient des statistiques sur la démographie du Burundi.

## Évolution de la population

Évolution démographique